# 卡梅什洛夫区
卡梅什洛夫区（羅馬化：Kamyshlovskiy rayon）是俄罗斯斯维尔德洛夫斯克州的一个区，面积2,216.6平方（855.8平方英里）。其行政中心为卡梅什洛夫。该区2021年人口有28,166人；2010年人口28,162；2002年人口29,048；1989年人口21,051。